# Ping An Insurance
Ping An Insurance (Vereenvoudigd: 中国平安; Traditioneel: 中國平安; letterlijk: Vrede van China), internationaal voluit gekend als Ping An Insurance (Group) Company of China, Ltd, is een Chinese holding actief in de bank- en verzekeringssector.
Het bedrijf is in 1988 opgericht en heeft als belangrijkste dochters:
- Ping An Life Insurance Company of China, Ltd.
- Ping An Property & Casuality Insurance Company of China, Ltd.
- China Ping An Insurance Overseas (Holding) Limited
- Ping An Trust & Investment Co. Ltd.

## Belang in Fortis
Op 29 november 2007 kocht Ping An voor 1,8 miljard euro een belang van 4,18% in Fortis. Dit werd in maart 2008 gevolgd door een overeenkomst om de helft van de aandelen in Fortis Investments te verwerven. Deze tweede deal werd in oktober 2008 afgeblazen na de gedeeltelijke nationalisering van Fortis. Over het belang in de holding, ondertussen opgelopen tot 4,99%, werd nog hevig geprocedeerd. Ping An bekwam in hoger beroep dat het mocht meestemmen over de verkoop aan BNP Paribas, maar kon deze niet tegenhouden. Na vergeefs diplomatiek overleg vorderde de verzekeraar een schadevergoeding van 2 miljard dollar bij een ICSID-arbitragepanel. Dit was de eerste zaak ooit die voor een arbitragehof aangespannen werd tegen België. Deze eis werd in mei 2015 verworpen. Het kostte België 3,5 miljoen euro aan erelonen.

## Hoofdkantoor
In 2017 nam Ping An Insurance het Ping An International Finance Centre, een wolkenkrabber in de stadsprefectuur Shenzhen, in gebruik als nieuw hoofdkantoor. Het gebouw heeft een hoogte van 599,1 meter en telt 115 verdiepingen. Het was bij zijn ingebruikname in 2017 het op drie na hoogste gebouw ter wereld.
Leden:
American International Group · Allianz Trade · Atradius · Aviva · AXA · 
Chubb · Coface · Credendo · Green Stars · Groupama · Münchener Rück · Ping An Insurance · 
Swiss Re · Travelers · Zurich Insurance Group
Oud-leden:
N.V. Nationale Borg-Maatschappij